# Lefèvre
Lefèvre ist ein ursprünglich berufsbezogener französischer Familienname mit der Bedeutung „der Schmied“. Außerhalb des französischen Sprachraums kommt vereinzelt die Form Lefevre vor. Eine Variante des Namens ist Lefebvre.

## Namensträger
- Adolf Lefèvre (1669–1733), deutscher Jurist und Politiker, Ratsherr von Lübeck
- Amédée Lefèvre (1798–1869), französischer Mediziner
- André Lefèvre (1717–1768), französischer Jurist, Autor und Enzyklopädist
- André le Fèvre (1898–1977), niederländischer Fußballspieler
- Andreas Lefevre (* 1979), deutscher American-Football-Spieler
- Anne Lefèvre, Geburtsname von Anne Dacier (1647–1720), französische Schriftstellerin
- Antoine Lefèvre (* 1966), französischer Politiker
- Benjamin Le Fevre (1838–1922), US-amerikanischer Politiker
- Charles Shaw-Lefevre, 1. Viscount Eversley (1794–1888), britischer Politiker (Whigs)
- Didier Lefèvre (1957–2007), französischer Autor
- Dominique Lefèvre-Desforges (1737–1769), französischer Maler
- Eckard Lefèvre (* 1935), deutscher Altphilologe
- Ernesto Tisdel Lefevre (1876–1922), panamaischer Politiker, Staatspräsident 1920
- Fabien Lefèvre (Fußballspieler) (* 1971), französischer Fußballspieler und -trainer
- Fabien Lefèvre (Kanute) (* 1982), französischer Kanute
- Frank J. Le Fevre (1874–1941), US-amerikanischer Politiker
- Frédéric Lefèvre (1889–1949), französischer Journalist, Schriftsteller, Literaturkritiker und Literarhistoriker
- George Shaw-Lefevre, 1. Baron Eversley (1831–1928), britischer Politiker (Liberal Party)
- Germain Lefevre (1894–1944), belgischer Geistlicher und Märtyrer
- Gustave Lefèvre (1831–1910), französischer Musikpädagoge und Komponist
- Guy Le Fèvre de La Boderie (1541–1598), französischer Dichter
- Henry Fèvre (1864–1937), französischer Schriftsteller
- Hermann Adolf le Fèvre (1708–1745), deutscher Jurist und Verwaltungsbeamter
- Isabelle Berro-Lefèvre (* 1965), monegassische Juristin und Richterin, siehe Isabelle Berro
- Jacques Lefèvre (1928–2024), französischer Fechter
- Jacques Lefèvre d’Étaples (1450/1455–1536), französischer Humanist
- Jay Le Fevre (1893–1970), US-amerikanischer Politiker
- Jean Le Fèvre (Geistlicher, † 1372) († 1372), französischer Kardinal
- Jean Le Fèvre (Geistlicher, † 1390) (auch Jean Lefèvre, Jean Fabri; † 1390), französischer Geistlicher, Bischof von Chartres
- Jean Le Fèvre (Astronom) (auch Jean Lefèvre, Jean Lefebvre; 1650–1706), französischer Astronom
- Jean Lefèvre (Leichtathlet), belgischer Leichtathlet
- Jean Lefèvre (Manager), französischer Medienmanager
- Jean Le Fèvre de Ressons (um 1320–nach 1380), französischer Dichter und Übersetzer
- Jean Le Fèvre de Saint-Remy (1395–1468), französischer Chronist
- Jean-Xavier Lefèvre (1763–1829), Schweizer Musiker, Komponist und Musikpädagoge
- Johann Philipp Lefèvre (1676–1755), deutscher Kaufmann und Politiker, Ratsherr von Lübeck
- Jules Lefèvre-Deumier (1797–1857), französischer Schriftsteller
- Julia Marton-Lefèvre (* 1946), ungarisch-US-amerikanische Naturschutzmanagerin
- Laurent Lefèvre (* 1976), französischer Radrennfahrer
- Lily Alice Lefevre (1853–1938), kanadische Lyrikerin
- Louis Lefèvre, französischer Automobilrennfahrer
- Louis-Amédée Lefèvre (1890–1968), Erzbischof von Rabat
- Lucie Lefèvre (* 1983), französische Radrennfahrerin
- Madeleine Shaw Lefevre (1835–1914), britische Erzieherin und Hochschullehrerin
- Marius Lefevre (Marius Ludvig Lefevre; 1875–1958), dänischer Turner
- Nicolas Lefèvre (Philologe) (1544–1612), französischer Philologe und Historiker
- Nicolas Lefèvre (Dominikaner) (1588–1653), französischer Dominikaner
- Nicolas Lefèvre (Chemiker) (1610–1669), französischer Chemiker
- Nicolas Lefèvre de Lézeau (1581–1680), französischer Jurist und Historiker
- Pauline Lefèvre (* 1981), französische Schauspielerin und Moderatorin
- Pierre Lefèvre-Pontalis (1864–1938), französischer Diplomat
- Rachelle Lefèvre (* 1979), kanadische Schauspielerin
- Raymond Lefèvre (1929–2008), französischer Orchesterleiter und Komponist
- Robert Lefèvre (Maler) (1755–1830), französischer Maler
- Robert Lefèvre (Politiker) (1843–1905), deutscher Politiker
- Roland Lefèvre (* 1936), französischer Rugby-Union-Spieler
- Sandrine Lefèvre (* 1972), französische Badmintonspielerin
- Sophie Lefèvre (* 1981), französische Tennisspielerin
- Tanneguy Le Fèvre (1615–1672), französischer Humanist
- Théo Lefèvre (1914–1973), belgischer Politiker
- Ulrik le Fevre (1946–2024), dänischer Fußballspieler
- Wandrille Lefèvre (* 1989), französisch-kanadischer Fußballspieler
- Wolfgang Lefèvre (* 1941), deutscher Wissenschaftshistoriker